# Maria Uhre Nielsen
Maria Uhre Nielsen (født 5. oktober 1999) er en kvindelig dansk fodboldspiller, der spiller midtbane for HB Køge i Gjensidige Kvindeligaen.

## Karriere

### HB Køge
Hun har siden sommeren 2020, været på professionel kontrakt i HB Køge og ført anførerbindet i klubben. Hun har været med til at sikre samtlige oprykninger i klubben gennem årene, hvilket også kulminerede med oprykning til Elitedivisionen, i sommeren 2020. I juni 2021 blev klubben, højest overraskende, danske mestre og bryd samtidig en 19 årig lang stime i kvindeligaen. Uhre bliver samtidig den første anfører i klubbens forholdsvis nye historie, til repræsentere klubben i UEFA Women's Champions League.
I sæsonen 2020-21, scorede Uhre i alt 2 gange og spillede 23 ligakampe.